# Héctor Aguilar (actor)
Héctor José Aguilar Aguilar (Chile; 9 de septiembre de 1945) es un actor chileno de televisión. Conocido por sus participaciones secundarias en la época de oro de las teleseries de TVN. Interpretó al dictador Augusto Pinochet en la serie Enigma de TVN, transformándose en le primer actor chileno en interpretarlo en televisión abierta. Posteriormente volvió a interpretar a Pinochet en la galardonada serie Ecos del desierto de Chilevisión.

## Filmografía

### Cine
- El Chacotero Sentimental (1999) - Tigre
- El mal trato (2016) - Ramiro
- Patagonia" Película Alemana  "pescador"
- La recta provincia *  Raúl Ruiz
- Los Fusileros *

### Televisión
| Año  | Teleserie               | Personaje                  | Director          | Canal       |
| ---- | ----------------------- | -------------------------- | ----------------- | ----------- |
| 1982 | De cara al mañana       | Inspector Santelices       | Eduardo Ravani    | TVN         |
| 1984 | La represa              | Segundo                    | Ricardo Vicuña    | TVN         |
| 1985 | Morir de amor           | Gilberto                   | Vicente Sabatini  | TVN         |
| 1986 | La villa                | Iván                       | Ricardo Vicuña    | TVN         |
| 1988 | Bellas y Audaces        | Ladrón                     | Ricardo Vicuña    | TVN         |
| 1988 | Vivir así               | Líder del grupo de matones | Vicente Sabatini  | Canal 13    |
| 1995 | Amor a domicilio        | Cuidador del galpón        | Cristián Mason    | Canal 13    |
| 1996 | Sucupira                | Lito                       | Vicente Sabatini  | TVN         |
| 1997 | Oro verde               | Juvenal Pereira            | Vicente Sabatini  | TVN         |
| 1998 | Iorana                  | Julio Pérez Barría         | Vicente Sabatini  | TVN         |
| 1999 | La Fiera                | Ómar Navarro               | Vicente Sabatini  | TVN         |
| 2000 | Romané                  | El Piure                   | Vicente Sabatini  | TVN         |
| 2001 | Pampa Ilusión           | Mario "Chino" Wong         | Vicente Sabatini  | TVN         |
| 2002 | El Circo de las Montini | Mario Latorre              | Vicente Sabatini  | TVN         |
| 2003 | Puertas adentro         | Ramón                      | Vicente Sabatini  | TVN         |
| 2004 | Enigma                  | Augusto Pinochet           | Christian Aylwin  | TVN         |
| 2004 | Hippie                  | Julio Torres               | Cristián Galaz    | Canal 13    |
| 2007 | Amor por accidente      | Don Abelardo               | Víctor Huerta     | TVN         |
| 2008 | Viuda Alegre            | El Pejerrey                | Patricio González | TVN         |
| 2010 | Primera dama            | Moisés Ramírez             | Herval Abreu      | Canal 13    |
| 2013 | Secretos en el jardín   | Omar Raleff "El Turco"     | Rodrigo Velásquez | Canal 13    |
| 2013 | Ecos del desierto       | Augusto Pinochet           | Andrés Wood       | Chilevisión |
| 2016 | Pobre gallo             | Quimey Inalaf              | Nicolás Alemparte | Mega        |
| 2016 | Sres. Papis             | Emilio                     | Patricio González | Mega        |